# Marcq
Marcq là một xã của Pháp, nằm ở tỉnh Yvelines trong vùng Île-de-France.
Người dân ở đây trong tiếng Pháp gọi là Marcquois.
Các xã giáp ranh: Montainville về phía đông bắc, Beynes về phía đông, Saulx-Marchais về phía đông nam, Auteuil về phía nam, Autouillet về phía tây nam, Thoiry về phía tây và Andelu về phía tây bắc. 

## Nhân khẩu
| 1793 | 1800 | 1806 | 1821 | 1831 | 1836 | 1841 | 1846 | 1851 |
| ---- | ---- | ---- | ---- | ---- | ---- | ---- | ---- | ---- |
| 489  | 523  | 532  | 500  | 521  | 471  | 446  | 442  | 457  |

| 1856 | 1861 | 1866 | 1872 | 1876 | 1881 | 1886 | 1891 | 1896 |
| ---- | ---- | ---- | ---- | ---- | ---- | ---- | ---- | ---- |
| 428  | 416  | 430  | 419  | 418  | 367  | 374  | 402  | 423  |

| 1901 | 1906 | 1911 | 1921 | 1926 | 1931 | 1936 | 1946 | 1954 |
| ---- | ---- | ---- | ---- | ---- | ---- | ---- | ---- | ---- |
| 375  | 381  | 371  | 354  | 303  | 304  | 295  | 306  | 309  |

| 1962                                         | 1968 | 1975 | 1982 | 1990 | 1999 | - | - | - |
| -------------------------------------------- | ---- | ---- | ---- | ---- | ---- | - | - | - |
| 319                                          | 375  | 383  | 478  | 509  | 597  | - | - | - |
| Số liệu kể từ 1962 : dân số không tính trùng |      |      |      |      |      |   |   |   |

## Hành chính
| Danh sách các thị trưởng               |           |              |      |                    |
| Giai đoạn                              | Giai đoạn | Tên          | Đảng | Tư cách            |
| tháng 3 năm 2001                       | 2008      | Pierre Souin | PRG] | Conseiller général |
| mars 2008                              | 2014      | Pierre Souin | PRG] | Conseiller général |
| Tất cả các dữ liệu trước đây không rõ. |           |              |      |                    |